# 공부대학교
공부대학교(工部大学校)는 메이지 시대 초기에 공부성이 창설한 기술자양성기관으로 현재의 도쿄대학공학부의 전신의 하나이다. 오늘날 일본의 공업기술의 초석을 세워 공업발전에 다대한 역할을 다하였다.
1871년(메이지 4년) 창설된 공부성의 공학료를 1877년 개칭한 것으로, 1886년 제국대학에 합병되었다. 캠퍼스는 현재 지요다구 가스미가세키 산초메, 문부과학성 및 금융청이 있는 일대에 있었다.